# مسابقات قهرمانی کشتی آسیا ۱۹۹۷
کشتی قهرمانی آسیا ۱۹۹۷ دوازدهمین دوره از رقابت‌های قهرمانی آسیا می‌باشد که رویداد آزاد مردان آن از ۱۲ تا ۱۴ آوریل و رویداد فرنگی مردان آن از ۱۶ تا ۱۸ آوریل ۱۹۹۷ در تهران، ایران و رویداد آزاد زنان آن از ۲۰ تا ۲۱ آوریل ۱۹۹۷ در تایپه، تایوان برگزار گردید.

## جدول مدال‌ها
| رتبه            | کشور            | طلا | نقره | برنز | مجموع |
| --------------- | --------------- | --- | ---- | ---- | ----- |
| ۱               | ژاپن            | ۶   | ۴    | ۳    | ۱۳    |
| ۲               | ایران           | ۵   | ۰    | ۶    | ۱۱    |
| ۳               | کرهٔ جنوبی       | ۴   | ۵    | ۲    | ۱۱    |
| ۴               | قزاقستان        | ۲   | ۲    | ۲    | ۶     |
| ۵               | ازبکستان        | ۱   | ۲    | ۲    | ۵     |
| ۶               | مغولستان        | ۱   | ۲    | ۰    | ۳     |
| ۷               | چین             | ۱   | ۱    | ۰    | ۲     |
| ۸               | کرهٔ شمالی       | ۱   | ۰    | ۲    | ۳     |
| ۹               | ترکمنستان       | ۱   | ۰    | ۰    | ۱     |
| ۱۰              | تایوان          | ۰   | ۳    | ۳    | ۶     |
| ۱۱              | قرقیزستان       | ۰   | ۲    | ۱    | ۳     |
| ۱۲              | سوریه           | ۰   | ۱    | ۰    | ۱     |
| ۱۳              | هند             | ۰   | ۰    | ۱    | ۱     |
| مجموع (۱۳ کشور) | مجموع (۱۳ کشور) | ۲۲  | ۲۲   | ۲۲   | ۶۶    |

## رده‌بندی تیمی
| رتبه | آزاد مردان | آزاد مردان | فرنگی مردان | فرنگی مردان | آزاد زنان | آزاد زنان |
| رتبه | تیم        | امتیازات   | تیم         | امتیازات    | تیم       | امتیازات  |
| ---- | ---------- | ---------- | ----------- | ----------- | --------- | --------- |
| ۱    | ایران      | ۷۰         | کرهٔ جنوبی   | ۶۵          | ژاپن      | ۵۵        |
| ۲    | کرهٔ جنوبی  | ۶۵         | قزاقستان    | ۵۶          | تایوان    | ۵۱        |
| ۳    | ژاپن       | ۴۰         | ایران       | ۵۴          | ترکمنستان | ۲۹        |
| ۴    | قزاقستان   | ۳۷         | ازبکستان    | ۵۱          | کرهٔ جنوبی | ۲۱        |
| ۵    | چین        | ۳۳         | ژاپن        | ۴۷          | فیلیپین   | ۱۸        |

## خلاصه مدال‌ها

### آزاد مردان
| رویداد | طلا                              | نقره                                | برنز                        |
| ۵۴ ک‌گ  | جین جو-دونگ · کرهٔ شمالی          | نیو پینگویی · چین                   | غلام‌رضا محمدی · ایران       |
| ۵۸ ک‌گ  | اویونبیلگین پوروباتار · مغولستان | سئو مین-کیو · کرهٔ جنوبی             | محمد طلایی · ایران          |
| ۶۳ ک‌گ  | عباس حاج‌کناری · ایران            | باک جین-گوک · کرهٔ جنوبی             | کیم کوانگ-ایل · کرهٔ شمالی   |
| ۶۹ ک‌گ  | داود قنبری · ایران               | احمد الاسطه · سوریه                 | الماز عسکرف · قرقیزستان     |
| ۷۶ ک‌گ  | مون اویی-جائه · کرهٔ جنوبی        | تیومن-اولزین مونخبایار · مغولستان   | ساگید کاتینواسف · ازبکستان  |
| ۸۵ ک‌گ  | علیرضا حیدری · ایران             | یانگ هیونگ مو · کرهٔ جنوبی           | سوسلان فرائف · ازبکستان     |
| ۹۷ ک‌گ  | عبدالرضا کارگر · ایران           | Bayanmönkhiin Gantogtokh · مغولستان | اسلام بایراموکوف · قزاقستان |
| ۱۲۵ ک‌گ | ابراهیم مهربان · ایران           | هیرویوکی اوباتا · ژاپن              | جاگدیش سینگ · هند           |

### فرنگی مردان
| رویداد | طلا                        | نقره                           | برنز                        |
| ۵۴ ک‌گ  | Dilshod Aripov · ازبکستان  | Nurym Dyusenov · قزاقستان      | کانگ یونگ-گیون · کرهٔ شمالی  |
| ۵۸ ک‌گ  | یوری ملنیچنکو · قزاقستان   | کیم این-سوب · کرهٔ جنوبی        | مهدی نصیری · ایران          |
| ۶۳ ک‌گ  | مخیتار مانوکیان · قزاقستان | یاسوتوشی موتوکی · ژاپن         | Park Young-shin · کرهٔ جنوبی |
| ۶۹ ک‌گ  | چوی سانگ-سون · کرهٔ جنوبی   | Grigori Pulyaev · ازبکستان     | Andrey Nikiforov · قزاقستان |
| ۷۶ ک‌گ  | Takamitsu Katayama · ژاپن  | Bisolt Dezeev · قرقیزستان      | Han Chee-ho · کرهٔ جنوبی     |
| ۸۵ ک‌گ  | Park Myung-suk · کرهٔ جنوبی | Raatbek Sanatbayev · قرقیزستان | بهروز جمشیدی · ایران        |
| ۹۷ ک‌گ  | با یانچوآن · چین           | Roman Vegl · قزاقستان          | داریوش قلاوند · ایران       |
| ۱۲۵ ک‌گ | Yang Young-jin · کرهٔ جنوبی | Shuhrat Sadiev · ازبکستان      | مهدی سبزعلی · ایران         |

### آزاد زنان
| رویداد | طلا                           | نقره                      | برنز                   |
| ۴۶ ک‌گ  | Shoko Yoshimura · ژاپن        | Yukie Umeda · ژاپن        | Wu Li-chuan · تایوان   |
| ۵۱ ک‌گ  | Seiko Yamamoto · ژاپن         | Huang Chiu-yueh · تایوان  | Yuka Tsuji · ژاپن      |
| ۵۶ ک‌گ  | Yuka Mitadera · ژاپن          | Chie Sawada · ژاپن        | Lin Chin-miao · تایوان |
| ۶۲ ک‌گ  | Ari Suzuki · ژاپن             | Huang Wan-ling · تایوان   | Tomoe Miyamoto · ژاپن  |
| ۶۸ ک‌گ  | Nadežda Želtakowa · ترکمنستان | Wu Huei-li · تایوان       | Chieko Miyamoto · ژاپن |
| ۷۵ ک‌گ  | Reiko Sumiya · ژاپن           | Chae Soo-jung · کرهٔ جنوبی | Sha Ling-li · تایوان   |